# Raymond A. G. Lemaire
Pour les articles homonymes, voir Raymond Lemaire.
Le chanoine Raymond Albert Ghislain Lemaire (Tourneppe, le 8 janvier 1878 - Heverlee, le 5 juillet 1954) est un religieux séculier et un professeur universitaire belge, historien de l'art et praticien de la conservation de monuments et sites.
Prêtre (1901), docteur en archeologie et histoire de l'art (1906), Lemaire reprend dès 1907 certains cours de Joris Helleputte, à l'Université catholique de Louvain. Jusqu'en 1954, il y enseigne les cours de "Restauration du patrimoine monumental", "Architecture religieuse", "Esthétique appliquée à l'architecture" et "Histoire de l'architecture" et est également directeur de l'Institut d'histoire et d'archéologie de l'Université catholique de Louvain. Auteur prolifique, son champ de recherches privilégié est celui de l'architecture romane en Belgique.
L'influence du chanoine Lemaire est déterminante sur l'architecture religieuse de la première moitié du XXe siècle en Belgique. Protagoniste du Mouvement liturgique, constructeur, restaurateur et figure de proue du renouveau de l'architecture, du mobilier et de l'art religieux, il promeut un art religieux à la fois moderne et solidement ancré dans la tradition et l'artisanat. Comme membre de la Commission royale des monuments et des sites, il participe aux débats pour la reconstruction de Louvain après 1918 et à la restauration des monuments historiques à la suite des deux guerres mondiales, notamment la collégiale Sainte-Gertrude de Nivelles et la cathédrale Notre-Dame de Tournai.
Chanoine honoraire du chapitre de la cathédrale Saint-Rombaut à Malines (1911), membre de la Commission royale des monuments et des sites (1913), il est lié aux Écoles Saint-Luc sans toutefois y enseigner. Il est l'oncle du baron Raymond Lemaire, qui lui succéda à la chaire d'histoire de l'architecture et de conservation de monuments à l'Université catholique de Louvain.

## Œuvres (sélection)
- Auderghem, chapelle Sainte-Anne, restauration 1916-1917
- Lierre, chapelle Saint-Pierre, restauration-reconstruction, 1920 (avec Frans Vandendael)
- Lierre, chapelle Saint-Jacques, restauration-reconstruction, 1923 (avec Frans Vandendael)
- Lierre, église Notre-Dame Immaculée, 1928
- Louvain, église des Rédemptoristes, rue de la Brabançonne 97, 1926-1928
- Riemst, église Saint-Pierre, 1927-1928 (avec Frans Vandendael)
- Weelde (Ravels), église Saint-Jean-Baptiste, 1927-1932 (avec Frans Vandendael)
- Louvain, maison personnelle, 51 rue Vandenbemt, 1929
- Bertem, église Saint-Pierre, restauration, 1935 (avec Frans Vandendael)
- Heverlee, Institut agronomique, 1936-1939.
- Pepingen, église Notre-Dame du perpétuel secours, 1937 (avec Frans Vandendael)
- Hechtel, église Saint-Lambert, 1938-1939 (avec Frans Vandendael)
- Kinshasa [Léopoldville], projet de la cathédrale, non réalisé.

## Publications (sélection)
- ERIAMEL [anagramme de Lemaire], nombreux articles dans le Bulletin des métiers d'art, 1901-1913.
- LEMAIRE Raymond, Les origines du style gothique en Brabant. Première partie: L'architecture romane, Bruxelles: Vromant, 1906.
- LEMAIRE Raymond, "Nécessité de veiller à la formation d'artistes capables de conserver et de restaurer les monuments anciens", Bulletin des commissions royales d'art et d'archéologie, 70 (1931), p. 396-414.
- LEMAIRE Raymond, La restauration des monuments anciens, Anvers: De Sikkel, 1938.
- LEMAIRE Raymond, Beknopte geschiedenis van de meubelkunst [Histoire concise du mobilier], Anvers: De Sikkel, 1942.
- LEMAIRE Raymond, "Archeologie of Kunstgeschiedenis" [Archéologie ou histoire de l'art], Mededelingen van de Koninklijke Vlaamse Academie voor Weternschapen, Letteren en Schone Kunsten van België, 13 (1951) 4, p. 3-14.
- LEMAIRE Raymond, De Romaanse Bouwkunst in de Nederlanden [L'architecture romane dans les Pays-Bas], Leuven: Davidsfonds, 1954.